# Marco Ritzberger
Marco Ritzberger (Vaduz, 27 dicembre 1986) è un ex calciatore liechtensteinese, difensore.

## Carriera

### Nazionale
Il 10 agosto 2011 segna il suo primo gol in selezione al portiere Johnny Leoni e diventa così il primo giocatore del Liechtenstein a segnare un gol alla Svizzera.